# Penedo (Alagoas)
Penedo es un municipio brasileño del estado de Alagoas localizado al sur del estado, en los márgenes del Río São Francisco. Su población estimada en 2004 era de 59.429 habitantes.

## Historia
El nombre Penedo significa la pequeña piedra. El poblado, fundado por Marcelo Coelho Pereira, de las principales ciudades históricas del Brasil, fue elevado a Villa de São Francisco en 1636 y más tarde pasó a ser denominada Penedo del Río São Francisco. Su arquitectura atrae turistas de numerosos orígenes. La Iglesia de Santa Maria de los Anjos es una de las obras primas más visitadas, destacándose también la Iglesia de Nuestra Señora de las Cadenas, patrimonio histórico nacional.